# SN 2008gf
SN 2008gf – supernowa typu II odkryta 9 października 2008 roku w galaktyce UGC 5201. W momencie odkrycia miała maksymalną jasność 16,70m.